# El Puente (Tarija)
El Puente (deutsch: die Brücke) ist eine Ortschaft im Departamento Tarija im südamerikanischen Anden-Staat Bolivien.

## Lage im Nahraum
El Puente ist der zentrale Ort des Municipios El Puente in der Provinz Eustaquio Méndez. Die Ortschaft liegt auf einer Höhe von 2335 m am rechten Ufer des Río San Juan del Oro, der im weiteren Verlauf zum Río Pilaya und weiter in den Río Pilcomayo führt.

## Geographie
El Puente liegt im südlichen Teil des bolivianischen Altiplano am Nordostrand der Cordillera de Lípez. Das Klima ist semi-arid, die ausgeprägte Trockenzeit dauert über mehr als die Hälfte des Jahres an.
Die mittlere Durchschnittstemperatur der Region liegt bei etwa 18 °C (siehe Klimadiagramm Las Carreras) und schwankt im Jahresverlauf zwischen knapp 14 °C im Juni/Juli und 21 °C im Januar. Der Jahresniederschlag beträgt kaum mehr als 400 mm, wobei die monatlichen Niederschläge in der Trockenzeit bei unter 20 mm liegen und nur im Südwinter Werte von knapp 100 mm erreichen.

## Verkehrsnetz
El Puente liegt an einem Flussübergang über den Río San Juan 106 Straßenkilometer nordwestlich von Tarija, der Hauptstadt des Departamentos.
Durch El Puente führt die 1215 Kilometer lange Nationalstraße Ruta 1, welche den bolivianischen Altiplano von Nord nach Süd durchquert. Sie führt von Desaguadero am Titicacasee über El Alto, Oruro, Potosí und Camargo nach El Puente und weiter über Tarija nach Bermejo an der argentinischen Grenze.

## Bevölkerung
Die Einwohnerzahl der Ortschaft war in den vergangenen beiden Jahrzehnten deutlichen Schwankungen unterlegen:
| Jahr | Einwohner | Quelle       |
| ---- | --------- | ------------ |
| 1992 | 653       | Volkszählung |
| 2001 | 902       | Volkszählung |
| 2012 | 554       | Volkszählung |
| 2024 |           | Volkszählung |